# San Giovanni Evangelista a Patmos (Tiziano)
San Giovanni Evangelista a Patmos è un dipinto del pittore veneto Tiziano Vecellio realizzato circa nel 1553- 1555 e conservato nella National Gallery of Art di Washington negli Stati Uniti d'America.

## Descrizione e stile
Tra il 1553-1555 circa Tiziano si impegnò a realizzare un dipinto su San Giovanni evangelista sull'isola di Patmos per la Sala dell'Albergo Nuovo della Scuola Grande di San Giovanni Evangelista a Venezia. La tela era originariamente posta sul soffitto come elemento decorativo principale, circondata da cherubini, volti di satiri, volti femminili e simboli dei quattro evangelisti.
Tiziano presenta il santo al momento della visione apocalittica inviata da Dio per scrivere l'Apocalisse. La figura è dipinta da una prospettiva bassa contro il cielo, il che rende la sagoma dell'apostolo accorciata radicalmente, raggomitolata con braccia e le gambe piegate; veste con un abito rosaceo e ha un soprabito rosso ampio non indossato che posa tra la spalla e il gomito. Nel piano è presente l'aquila che è il simbolo di dell'apostolo. Dio appare nel cielo in compagnia degli angeli; due linee lucenti che partano da Dio sfiorano la mano sinistra dell'evangelista e attraversando il cielo con nuvole.
Il soggetto di San Giovanni Evangelista a Patmos è stato intrapreso da molti artisti come Hieronymus Bosch.